# Ансель, Жак
Жак Ансель (фр. Jacques Ancel; 22 июля 1879, Пармен, Иль-де-Франс, департамент Валь-д’Уаз Франция — 1943) — французский географ, историк и геополитик. Педагог. Доктор наук. Член Румынской академии.

## Биография
Изучал историю и географию, учительствовал. Участник Первой мировой войны. Трижды был ранен, после чего откомандирован в штаб французской восточной армии, воюющей с Османской империей на Балканах.
После окончания войны занимался посредническими миссиями по налаживанию мирных отношений между Королевством Сербов, Хорватов и Словенцев (Королевство Югославия) и Болгарией, имевших территориальные споры.
В 1930 году Ансель защитил докторскую степень La Macédoine, étude de colonisation contemporaine («Македония, исследование современной колонизации»).
Читал лекции в Парижском университете и Институте высших международных исследований.
Кавалер ордена Почётного Легиона.

## Научная деятельность
Автор ряда книг по истории и взаимоотношениях балканских народов, политической географии и геополитике Балкан.

## Избранные труды
- Une page inédite de Saint-Simon, (1901),
- La Formation de la colonie du Congo Français (1843—1882), (Paris, 1902),
- L’unité de la politique bulgare, 1870—1919, (1919),
- Les Travaux et les jours de l’Armée d’Orient. 1915—1918, (1921),
- Manuel historique de la question d’Orient (1792—1923), (1923),
- Peuples et nations des Balkans (1926),
- Histoire contemporaine depuis le milieu du XIXe siècle (avec la collaboration d’Henri Calvet). Manuel de politique européenne, histoire diplomatique de l’Europe (1871—1914), (1929),
- La Macédoine, étude de colonisation contemporaine (1930),
- Géopolitique, (Paris, 1936),
- Géographie des frontières, (Paris, 1938),
- Manuel Géographique de politique européenne, (Paris, 1940),
- Slaves et Germains, (Paris, 1945).